# Технопарк Импульс
ООО "Технопарк «Импульс» — российская компания, производитель навесного оборудования для дорожно-строительной, коммунальной, сельскохозяйственной и горнодобывающей техники, единственный производитель гидромолотов в России. Входит в Группу компаний «Традиция».

## Общее описание

На предприятии налажен серийный выпуск гидромолотов, ковшей, вибропогружателей, вибротрамбовок, стационарных манипуляторных установок, сельскохозяйственного, лесного и коммунального оборудования, а также рабочего инструмента гидромолота.

## История
2000 год — В Москве создано конструкторское бюро для разработки российского гидромолота «Импульс». Выделение опытно-промышленного производства для экспериментальной базы разработок.
2003 год — Первые испытания гидромолота собственной конструкции Impulse. Разработана собственная технология термической обработки металлов. Запущен полный производственный цикл изготовления гидромолотов.
2005 год — Гидромолот Impulse получает марку «120» и отправляется для испытаний во все климатические зоны РФ.
2007 год — Начало производства ковшей, грейферного оборудования.
2008 год — Начало строительства основного производственного комплекса в Москве. Освоено производство усиленных карьерных ковшей, начаты работы с износостойкими сталями Hardox
2009 год — Начато производство вибротрамбовок.
2010 год — Регистрация торговой марки Impulse. Оформлены права на владение территорией и начата постройка нового завода в Московской области. Начаты серийное производство и продажа гидромолотов Impulse 120. Производственный комплекс выделяется в отдельную компанию "Технопарк «Импульс».
2011 год — Завод получает Сертификат ISO 9001. Начало производства вибропогружателей Impulse VP. Старт поставок навесного оборудования по программе OEM-партнёрства.
2012 год — Введена линейка коммунального навесного оборудования Impulse. Старт экспортных поставок. Партнёрство с SSAB (Швеция). Начало производства манипуляторных установок и гидравлических станций
2013 год — Старт производства сельскохозяйственного навесного оборудования для телескопических и фронтальных погрузчиков, тракторов. Презентация гидромолотов Impulse на крупнейшей международной отраслевой выставке — Bauma Munich.
2014 год — Первые испытания и опытное производство гидромолотов Impulse EVO-серии
2016 год — Оформление патентов на VI поколение гидромолотов в WIPO на основании PCT. Первые экспортные поставки вибропогружателей в Европу.
2018 год — Старт производства дорожных фрез и поставки в страны Западной Европы и США.
2019 год — На рынке представлена обновлённая линейка гидромолотов Impulse Classic. Расширение производственных площадей и строительство нового цеха в Домодедово
2021 год — Начат серийный выпуск гидромолотов Impulse 500, Impulse 600, Impulse 700 Classic. Модель Impulse 700 Classic — самый большой гидромолот в истории завода.

## Конструкторское бюро
По данным компании на март 2022 года в конструкторском бюро завода трудится свыше 50 специалистов-конструкторов и проектировщиков.
Основные направления деятельности КБ "Технопарк «Импульс» — проектирование гидромолотов, виброоборудования — вибропогружателей и вибротрамбовок, ковшей различного назначения, всей линейки коммунального оборудования, адаптеров для навесного оборудования, быстросъёмных механизмов (квик-каплеров), рабочего инструмента для гидромолотов и гидровращателей, дорожных фрез, мульчеров, грейферного оборудования
Компания имеет 11 патентов на изобретения, включая международные.

## Экспорт
"Технопарк «Импульс» экспортирует продукцию в государства Европы, Северной и Южной Америки, Африки.
География поставок:
Гидромолоты Impulse — Канада, Польша, Бразилия, ЮАР, Англия, Австралия, Германия, Италия, Индия, Китай
Вибротрамбовки Impulse — Германия, Великобритания (Англия), ОАЭ
Вибропогружатели Impulse — Польша, Канада, ОАЭ
Дорожные щётки Impulse — Великобритания (Англия), Польша
Рабочий инструмент гидромолота — Канада, Финляндия
Снегороторы Impulse — Великобритания (Англия)

## Участие в выставках
"Технопарк «Импульс» — постоянный участник международной торговой выставки строительных механизмов, машин для стройматериалов, горных машин, строительных машин и строительной техники Bauma в Москве , Мюнхене и Шанхае
Продукция завода часто экспонируется на выставках, посвящённых коммунальному, сельскому хозяйствам и лесной отрасли — «ЮГАГРО», «День поля».
Завод "Технопарк «Импульс» является традиционным спонсором ежегодного конкурса среди операторов спецтехники «Кубок золотого ковша» в Екатеринбурге.

## Награды
В 2021 году гидромолот Impulse S300 Classic стал победителем конкурса «Инновации в строительной технике в России» в номинации «Лучшее навесное оборудование года». Конкурс проводится в рамках выставки Bauma CTT RUSSIA с 2019 года.